# 第8回日劇學院賞
←第7回 - 第8回 - 第9回→
第8回日劇學院賞，為針對1996年1月到3月在日本播出的冬季檔連續劇之投票與評比。此季由《白線流》獲得最優秀作品賞，此劇在本回學院賞亦獲得五個獎項。

## 最優秀作品賞
《白線流》（富士電視台）

## 演技類

### 主演男優賞
田村正和（《古畑任三郎》第2部）

### 主演女優賞
和久井映見（《天使之愛》）

### 助演男優賞
西村雅彦（《古畑任三郎》第2部》）

### 助演女優賞
寶生舞（《銀狼怪奇》）

### 新人賞
酒井美紀（《白線流》）

## 製作類

### 服裝造型賞
鈴木京香（《愛的真諦》）

### 攝影賞
日本電視台《銀狼怪奇》

### 編劇賞
小山内美江子（《3年B組金八先生》）、三谷幸喜（《古畑任三郎》） （並列）

### 導演賞
木村達昭、岩本仁志、本間歐彥（《白線流》）

### 卡司賞
富士電視台《白線流》

### 片頭賞
TBS電視台《危險遊戲》）

### 主題曲賞
〈空も飛べるはず〉SPITZ（《白線流》）

## 特別賞
《美男子》的每話標題